# Pterocarya pterocarpa
Espèce
Synonymes
- Juglans fraxinifolia Lam. ex Poir.[2]
- Juglans fraxinifolia Lam.[3]
- Juglans pterocarpa Michx.[1] [2]
- Pterocarya caucasia C.A. Mey.[2]
- Pterocarya caucasica C. A. Mey.[3]
- Pterocarya fraxinifolia (Lam.) Spach (préféré par GRIN)[3]
- Pterocarya fraxinifolia (Poiret.) Spach.[2]
- Pterocarya pterocarpa (Michx.) Kunth[3]
- Pterocarya sorbifolia Dippel[2]

Statut de conservation UICN

 LC  : Préoccupation mineure
Pterocarya pterocarpa est une espèce de plantes de la famille des Juglandaceae.

## Publication originale
- Trudy Botanicheskogo Instituta Akademii Nauk S S S R. Ser. 1, Flora i Sistematika Vysshikh Rastenii. Moscow & Leningrad 47. 1953.